# 卢卡斯·魏斯海丁格
卢卡斯·魏斯海丁格（德語：Lukas Weißhaidinger，1992年2月20日—）是一名奥地利铁饼和铅球运动员。他是2011年欧洲青年田径锦标赛铁饼冠军，并保持着男子铁饼的奥地利纪录。他在2018年欧洲田径锦标赛上赢得铜牌。